# Kubánskaya Kolonka
Kubánskaya Kolonka (del ruso: Кубанская Колонка) es un jútor del raión de Krymsk del krai de Krasnodar, en Rusia. Está situado en orilla derecha del río Psebeps, cerca de su confluencia con el río Adagum, afluente por la izquierda del río Kubán, en las inmediaciones de su delta, 30 km al noroeste de Krymsk y 103 km al oeste de Krasnodar. Tenía 373 habitantes en 2010
Pertenece al municipio Adagúmskoye.